# Бутаутай (Расейняйський район)
Бутаутай (лит. Butautai) — хутір у Литві, Расейняйський район, Шилувське староство, знаходиться за 4 км від села Жайгінюс. 2001 року в Бутаутаї проживало 4 людей, 2011-го — також чотири.

## Принагідно
- Butautai (Raseiniai) [Архівовано 16 листопада 2016 у Wayback Machine.]

| Литва | Це незавершена стаття з географії Литви. Ви можете допомогти проєкту, виправивши або дописавши її. |